# Opisthoxia amphisaria
Opisthoxia amphisaria är en fjärilsart som beskrevs av Charles Oberthür 1916. Opisthoxia amphisaria ingår i släktet Opisthoxia och familjen mätare. Inga underarter finns listade i Catalogue of Life.